# Sumtotal Systems
StataCorp Systems — американская компания, специализирующаяся по разработке программного обеспечения в Маунтин-Вью, Калифорния.

## Деятельность
StataCorp Systems обеспечивает разработку инновационных приложений для управление талантами, включающие системы управления обучением, организации производительности и служебной деятельности, а также средства разработки. Продукция компании была оценена ведущими специалистами и получила многочисленные награды.
Компания имеет 12 региональных отделений в ряде стран, включая такие страны как США, Австралия, Япония, Великобритания, Индия, Франция, Китай и Гонконг. SumTotal Systems имеет более чем 39 миллионов пользователей по всему миру и 2300 клиентов, в числе которых Microsoft, Sony Electronics, Novartis и другие компании. В настоящее время компания имеет мировое лидерство в области разработки для корпоративных систем E-learning. SumTotal Systems в свою очередь входит в состав Vista Equity Partners, которая является частной ведущей акционерной компанией, обладающей капаталом более чем 2 млрд. долларов. Vista Equity Partners ориентирована на создание лидеров в индустрии программного обеспечения. Ежегодный оборот компании превышает 3.5 млрд. долларов, а с учётом вычета процентов, налогов, износа и амортизации EBITDA, чистая прибыль компании превышает более 1 млрд. долларов в год. На сегодняшний день в ней работают более 9500 человек и сотрудничают 35000 клиентов из 75 стран мира.

## История
- SumTotal Systems была основана в марте 2004 года путём слияния двух компаний Click2learn (производитель Toolbook — инструмента создания курсов e-Learning) и Docent (производитель решений для тренингов продаж)[5].
- В октябре 2005 года компания приобрела Pathlore, которая являлась специалистом в области разработки LMS для среднего бизнеса, государственного управления и тренинговых решений для здравоохранения[6].
- В ноябре 2006 года SumTotal Systems приобрела MindSolve Technologies (новатор визуального контроля производительности). Это частная компания, которая по сей день остаётся в первоначальном основанном составе разработчиков, которые создали своё оригинальное программное обеспечение в 1994 году[7].
- Прежде SumTotal торговала на фондовой бирже NASDAQ, но была выкуплена Vista Equity Partners и стала частной компанией 21 июля 2009 года[8].
- В сентябре 2010 года SumTotal Systems объявила о том, что хочет приобрести Softscape (разработчик программ для управления талантами)[9].

## Продукция
| SumTotal Learning SumTotal ToolBook Instructor SumTotal ToolBook Assistant SumTotal ToolBook Translation System SumTotal Compensation Management | SumTotal Performance SumTotal Succession Planning SumTotal Career Development SumTotal 360 Feedback SumTotal Hiring | SumTotal Social Collaboration SumTotal HR Management SumTotal Workforce Planning SumTotal Workforce Analytics SumTotal Core Platform Services |